# Оводенко, Максим Борисович
Макси́м Бори́сович Оводенко (род. 11 августа 1930 года) — деятель советской промышленности, учёный в области авиастроения, директор Куйбышевского металлургического завода, кандидат технических наук, профессор, действительный член Международной и Российской инженерных академий (1994).
Герой Социалистического Труда (1990), лауреат Премии Совета Министров СССР, почётный авиастроитель.

## Биография
Родился 11 августа 1930 года в городе Черкассы Украинской ССР.
После окончания школы поступил в Уральский политехнический институт имени С. М. Кирова в Свердловске, окончил его в 1955 году. С 1955 года по 1972 год работал на Каменск-Уральском металлургическом заводе, где последовательно занимал должности сменного мастера, начальника технического бюро, заместителя начальника цеха, начальника производства.
С года 1972 Оводенко — главный инженер Красноярского металлургического завода имени В. И. Ленина.
В 1984 году Максим Борисович стал директором Куйбышевского металлургического завода имени В. И. Ленина, а после реорганизации предприятия с 1989 года — генеральный директор Куйбышевского металлургического производственного объединения имени В. И. Ленина Министерства авиационной промышленности СССР.
Первые шаги нового директора на предприятии совпали с полномасштабной реконструкцией прокатного, литейного, прессового производств и обновлением вспомогательных цехов — инструментального, механического, энергетического. Предложил и осуществил план мероприятий по увеличению производительности прокатного оборудования и повышению качества выпускаемой продукции, что позволило увеличить массу прокатываемых слитков с 2 до 6 тонн. В результате выпуск продукции увеличился более чем в 2 раза. В 1988 году на заводе под его руководством было изготовлено 600 тысяч тонн проката.
По его инициативе в заводской структуре был организован учебно-педагогический центр, в который вошли профессионально-техническое училище, техникум, кафедра Куйбышевского авиационного института. При нём предприятие продолжало вести строительство жилья для своих рабочих, строились детские сады, школы, появился единственный в городе детский центр «Утенок». А после реконструкции Дворец культуры металлургов и стадион «Металлург» стали украшением всего города. Много сделал для того, чтобы в поселке металлургов была открыта прогимназия № 1 и клуб юных техников.
Указом Президента СССР от 15 августа 1990 года за выдающиеся успехи в развитии авиационной металлургии Оводенко Максиму Борисовичу присвоено звание Героя Социалистического Труда.
Оставался генеральным директором объединения (с 1993 года — ОАО «Самарская металлургическая компания» — ОАО «СаМеКо») до 1996 года. С 1996 года также был президентом, а затем консультантом генерального директора ОАО «СаМеКо».
Под руководством Максима Борисовича компания не только вошла в число крупнейших передовых предприятий отрасли и упрочила свои позиции на внутреннем рынке, но и уверенно вышла на международный рынок, что позволило развить производство, сохранить коллектив, обеспечить строительство жилья и объектов социально — бытового и культурного назначения, укрепить подсобное сельское хозяйство.
Профессор Самарского государственного аэрокосмического университета, где читает лекционный курс по теме «Технология прокатно-прессового производства». Имеет 27 научных трудов и статей, автор 47 изобретений. Является президентом Самарской ассоциации авиационных предприятий «Полет».
Живёт в Самаре.

## Награды и звания
- Медаль «Серп и Молот»
- Орден «За заслуги перед Отечеством» III степени (21 сентября 1995 года)
- Орден Ленина
- Орден Октябрьской Революции (1981)
- Два Ордена Трудового Красного Знамени (1976, 1986)
- Два Ордена «Знак Почёта» (1961, 1964)
- Медаль «За трудовую доблесть»
- Премия Совета Министров СССР (1983)
- Почётный авиастроитель
- Почётный гражданин Самары (25 мая 1995 года)[2]
- Почётный гражданин Самарской области (16 декабря 2003 года; знак № 005)[2]
- Совместным постановлением бюро Куйбышевского горкома КПСС, исполкома городского Совета народных депутатов и бюро горкома ВЛКСМ от 26 февраля 1988 года было установлено звание «Лауреат премии дважды орденоносного города Куйбышева». Оводенко стал одним из четырёх первых лауреатов этой премии.[3]
- другие награды
- МБОУ Гимназия № 133 г. Самары носит имя М. Б. Оводенко.